# Perawang
Perawang est une ville d'Indonésie située dans la province de Riau dans l'île de Sumatra.
La société PT Indah Kiat Pulp & Paper y possède une usine produisant du papier et du carton industriel.

## Environnement
Selon l'ONG indonésienne Walhi, qui lutte pour la protection de l’environnement, l'usine de Perawang aurait en 2004 reçu livraison de bois coupé illégalement, en provenance du parc national de Tesso Nilo.